# Melusina von der Schulenburg, Countess of Walsingham

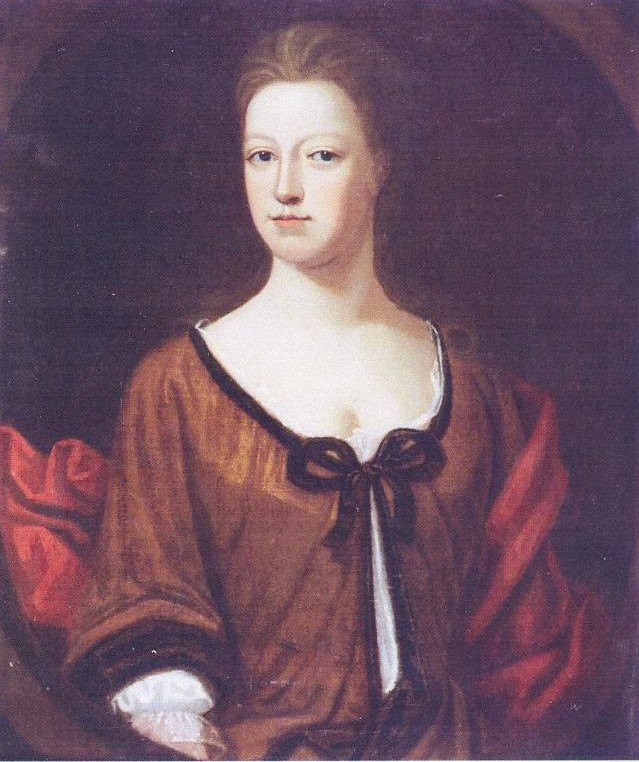
Porträt von Melusina von der Schulenburg

Petronella Melusina von der Schulenburg, Countess of Walsingham (* 1. April 1693 in Hannover; † 16. September 1778 in London) war eine deutsch-britische Adlige.

## Leben
Sie war die illegitime Tochter des Kurfürsten von Braunschweig-Lüneburg („Kurhannover“) und späteren Königs Georg I. von Großbritannien und Irland (1660–1727) und seiner langjährigen Mätresse, der Gräfin Ehrengard Melusine von der Schulenburg (1667–1743).
Zusammen mit ihrer Mutter kam sie 1716 nach England, wo der König ihr am 7. April 1722 die nicht-erblichen Titel (Life Peerages) einer Countess of Walsingham, in the County of Norfolk, und Baroness Aldborough, of Aldborough in the County of Suffolk, verlieh.
Am 14. Mai 1733 heiratete sie den Politiker der Whig-Partei und früheren Sekretär der Countess of Suffolk, Philip Stanhope, 4. Earl of Chesterfield (1694–1773). Die Ehe blieb kinderlos. Es wird allerdings vermutet, dass sie mit Charles Calvert, 5. Baron Baltimore einen illegitimen Sohn namens Benedict Swingate Calvert (1722–1788) hatte.